# Tit Mellil
Tit Mellil (en tamazight ⵜⵉⵟⵟ ⵎⵍⵍⵉⵍ, en arabe arabe : تيط مليل) est une petite ville dans la banlieue casablancaise, se situant au sud-est de la métropole. 

## Étymologie
Son nom decoule du tamazight et signifie " œil blanc ".

## Infrastructures
Elle dispose d'une importante zone industrielle ainsi que d'un aéroport régional, l'aéroport Casablanca Tit Mellil où la première aviatrice marocaine Touria Chaoui a fait ses études.